# Harry Tham (militär)
Gustaf Harry Tham, född den 13 augusti 1867 i Ledsjö församling, Skaraborgs län, död den 1 februari 1933 i Skara, var en svensk militär.
Tham blev underlöjtnant vid Skaraborgs regemente 1889, löjtnant där 1894 och kapten 1905. Han befordrades till major i Västgöta regementes reserv 1915 och därefter till överstelöjtnant i armén. Vid regementets nedläggning 1928 övergick Tham som major till Skaraborgs regementes reserv. Han var skattmästare hos Skaraborgs läns hushållningssällskap och tilldelades sällskapets förtjänstmedalj i guld. Tham blev riddare av Svärdsorden 1910.
Harry Tham tillhörde ätten Tham. Han var sonson till Pehr Sebastian Tham och bror till Alexander Tham samt far till Sebastian, Harry och Percy Tham.